# Coppermine Cove
Die Coppermine Cove (in Argentinien Caleta Mina de Cobre) ist eine Bucht an der Westspitze von Robert Island im Archipel der Südlichen Shetlandinseln. Sie liegt unmittelbar südöstlich des Fort William.
Namensgeber der Bucht ist eine 1821 von Robbenfängern entdeckte Lagerstätte von Kupfer. Dieser Name war ursprünglich für eine sehr viel größere Bucht südöstlich der Westküste von Robert Island vorgesehen, ist aber inzwischen für die hier beschriebene Bucht etabliert.